# 31. korpus (Kopenska vojska ZDA)
Za druge 31. korpuse glejte 31. korpus.
31. korpus (izvirno angleško XXXI Corps) je bil fantomski korpus Kopenske vojske Združenih držav Amerike.